# Campionato mondiale di baseball Under-21
Il Campionato mondiale di baseball Under-21 è la massima competizione di baseball riservata agli atleti di età inferiore ai ventuno anni (Under-21) ed è organizzato dalla IBAF.

## Edizioni
| Anno | Ospitante |               | Medaglie      | Medaglie | Medaglie | Medaglie |
| Anno | Ospitante | Oro           | Argento       | Bronzo   | Bronzo   |          |
| 2014 | Taichung  | Corea del Sud | Taipei cinese | Giappone |          |          |
| 2016 | Sinaloa   |               |               |          |          |          |

## Medagliere
| Posizione | Nazione       | Oro | Argento | Bronzo | Totale |
| --------- | ------------- | --- | ------- | ------ | ------ |
| 1         | Taipei cinese | 1   | 0       | 0      | 1      |
| 2         | Giappone      | 0   | 1       | 0      | 1      |
| 3         | Corea del Sud | 0   | 0       | 1      | 1      |